# محمد بن عبدالله آل خلیفه
محمد بن عبدالله آل خلیفه (به عربی: محمد بن عبدالله آل خليفة) امیر سابق کشور بحرین می‌باشد. وی در سال ۱۸۶۹ در بحرین به قدرت رسید